# バスケットボールシンガポール代表
バスケットボールシンガポール代表(Singapore national basketball team)は、シンガポールバスケットボール連盟によって国際大会に派遣されるバスケットボールのナショナルチームである。

## 歴史
1956年のメルボルン五輪に出場している。
アジア選手権は第2回以降ほぼ毎回参加しており、1975年の7位が最高位である。

## 主な国際大会成績
- 夏季オリンピック
  - 1956年 － 13位
- 世界選手権
  - 出場なし
- アジア選手権
  - 7位：1956年
- アジア大会
  - 5位：1954年, 1958年